# Milan Svojić
Milan Svojić (Милан Својић; sinh ngày 9 tháng 10 năm 1985 ở Užice) là một cầu thủ bóng đá Serbia thi đấu cho FK Metalac Gornji Milanovac.